# Quốc ca Qatar (1954–1996)
Qatar đã sử dụng một bản quốc ca khác từ năm 1954 đến năm 1996. Đây là một trong những bản nhạc kèn ngắn điển hình của vùng Ả Rập, có thể là quốc ca ngắn nhất (về mặt âm nhạc) từng tồn tại, chỉ với 11 nhịp. Nó cũng không có lời bài hát. Nhạc của bài này có thể có nguồn gốc Ấn Độ.